# Мридангам
Мридангам e музикален перкусионен инструмент от групата на мембранофонните инструменти. Представлява продълговат дървен корпус с кожи в двата си края.
Мридангамът има индийски произход.